# Брнобићи (Бузет)
Брнобићи  (итал. Bernobici) је насељено место у континенталном делу Истарске жупаније у Републици Хрватској. Административно је у саставу Града Бузета. Налази се крај насеља Роча, на путу између Роча и Хума.

## Историја
Место се помиње још у 14. веку као Verbovitz. У Брбонићима се налази једнобродна црквица Госпе од Снијега из 15. века. На прочељу је узидан рустични рељеф Распећа с Маријом Магдаленом и ликом свештеника (или свеца). У црквици је камени олтар с дрвеним готичким кипом Блажене Девице Марије с дететом с краја 15. века Испред цркве налази се (у склопу „Алеје глагољаша“) лапидариј с одливима најзначајнијих глагољских споменика.

## Становништво
Према задњем попису становништва из 2001. године у насељу Брнобићи живело је 59 становника који су живели у 14 породичних домаћинстава.
Кретање броја становника по пописима 1857—2001.
| година пописа  | 1857. | 1869. | 1880. | 1890. | 1900. | 1910. | 1921. | 1931. | 1948. | 1953. | 1961. | 1971. | 1981. | 1991. | 2001. |
| бр. становника | 134   | 145   | 162   | 170   | 209   | 182   | 0     | 0     | 148   | 132   | 123   | 88    | 58    | 62    | 59    |

Напомена: 1921. и 1931. подаци су садржани у насељу Хум. 